# فرودگاه بین‌المللی فرسنو یوسیمیتی
فرودگاه بین‌المللی فرسنو یوسیمیتی (به انگلیسی: Fresno Yosemite International Airport) یک فرودگاه همگانی و نظامی بهره‌برداری هوایی با کد یاتا FAT است که یک باند فرود آسفالت دارد و طول باند آن ۲۸۱۲ متر است. این فرودگاه در شهر فرزنو کشور ایالات متحده آمریکا قرار دارد و در ارتفاع ۱۰۲ متری از سطح دریا واقع شده‌است.

## شرکت‌های هواپیمایی و مقصدهای پروازی

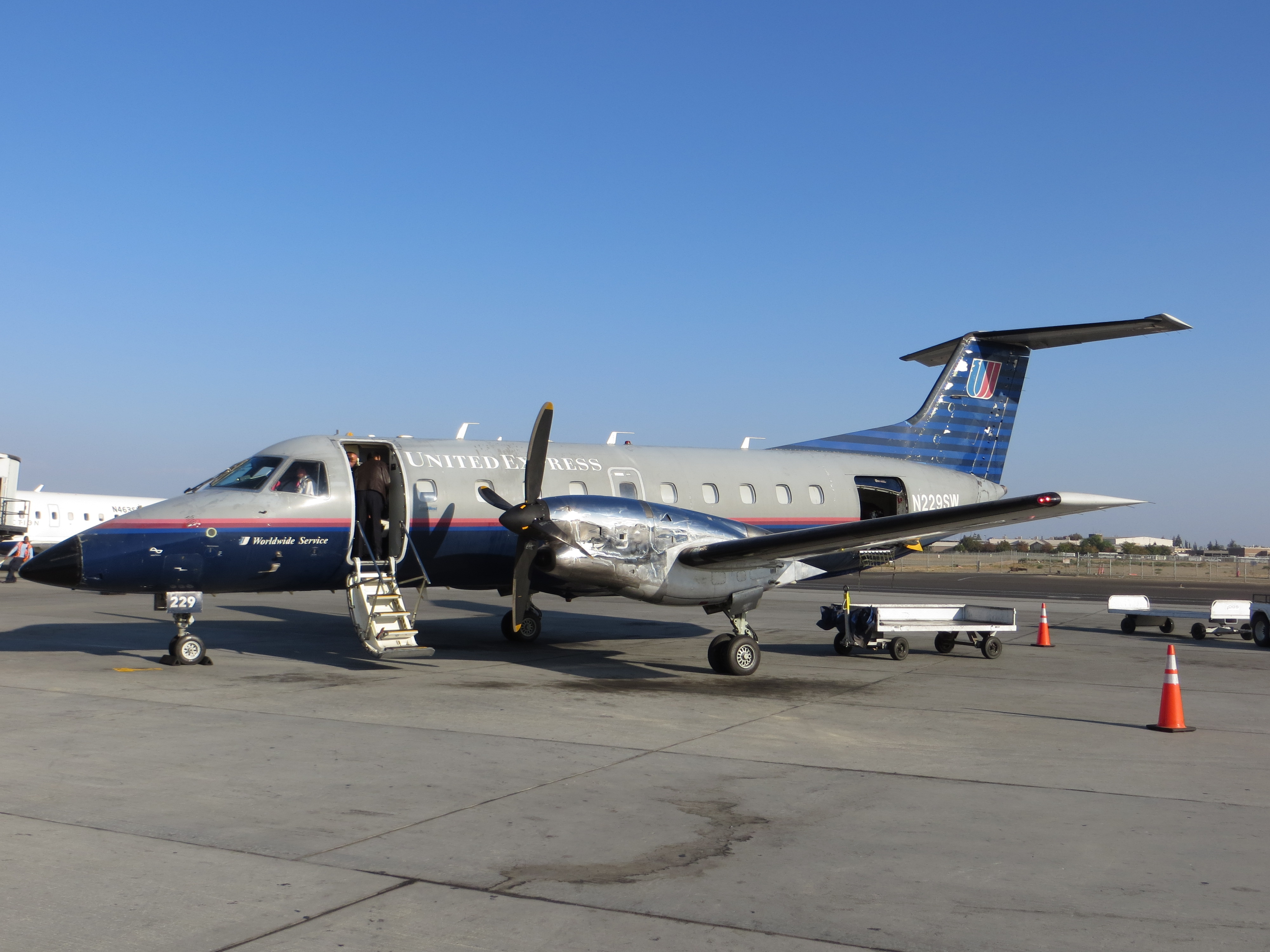
A یونایتد اکسپرس امبرائر ئی‌ام‌بی ۱۲۰ برازیلیا at the airport in 2013

### مسافری
| شرکت‌های هواپیمایی                    | مقصدهای پروازی                         |
| ------------------------------------ | -------------------------------------- |
| آئرومکزیکو                           | دن میگوئل هیدالگو وای کوستیا           |
| آلاسکا ایرلاینز اجرا توسط هوریزن ایر | سیاتل-تاکوما فصلی: سن دیه‌گو            |
| آلاسکا ایرلاینز اجرا توسط اسکای‌وست   | پورتلند، سن دیه‌گو، سیاتل-تاکوما        |
| الیجنت ایر                           | مک‌کاران                                |
| امریکن ایرلاینز                      | دالاس-فورت ورث فصلی: فینکس اسکای هاربر |
| امریکن ایگل                          | لس‌آنجلس، فینکس اسکای هاربر             |
| دلتا کانکشن                          | سالت‌لیک‌سیتی                            |
| یونایتد ایرلاینز                     | سانفرانسیسکو                           |
| یونایتد اکسپرس                       | دنور، لس‌آنجلس، سانفرانسیسکو            |
| Volaris                              | دن میگوئل هیدالگو وای کوستیا           |

### باری
| شرکت‌های هواپیمایی | مقصدهای پروازی                                      |
| ----------------- | --------------------------------------------------- |
| Ameriflight       | اوکلند، عمومی سانتا ماریا، شهری ویزالیا             |
| فدکس اکسپرس       | دنور، محلی گرند جانکشن، ممفیس، اوکلند فصلی: لس‌آنجلس |
| یوپی‌اس ایرلاینز   | انتاریو فصلی: لوئیویل                               |